# Nina Companeez
Pour les articles homonymes, voir Nina.
Nina Kompaneitzeff, dite Nina Companeez, née le 26 août 1937 à Boulogne-Billancourt et morte le 9 avril 2015 dans le 6e arrondissement de Paris, est une réalisatrice, scénariste et dramaturge française, travaillant aussi bien pour le cinéma que pour la télévision et le théâtre.

## Biographie

### Jeunesse et formation
Nina Companeez est la deuxième fille du scénariste Jacques Companeez (1906-1956). Elle est issue d'une famille bourgeoise juive ukrainienne qui, fuyant la révolution de 1917 en Russie, puis le nazisme en Allemagne, s'installe à Paris en 1936 où le nom de famille est hispanisé. Pendant la Seconde Guerre mondiale, elle se cache avec sa sœur dans le Midi de la France,.

### Carrière
En 1956, Nina Companeez commence sa carrière comme monteuse. Elle est notamment assistante monteuse auprès de Laurence Méry-Clark sur Des femmes disparaissent d'Edouard Molinaro et Le Farceur de Philippe de Broca.
Elle commence à écrire son premier film en 1959.
Elle travaille avec Michel Deville entre 1959 et 1971. Elle signe le scénario des douze films réalisés par ce dernier, de Ce soir ou jamais à Raphaël ou le Débauché, et en assure souvent le montage.
Son premier long métrage comme scénariste et réalisatrice, Faustine et le bel été, sort en salle en janvier 1972,.
Son second film, L’Histoire très bonne et très joyeuse de Colinot Trousse-Chemise, a été plus difficile à réaliser. Deux ans de tournage ont été nécessaires avant sa sortie en 1973.
Nina Companeez accède à la reconnaissance publique en tant que réalisatrice de séries télévisées et de téléfilms , dont Les Dames de la côte en 1979 et L'Allée du Roi en 1995. Voici venir l'orage..., téléfilm en trois parties diffusé en 2008, sur la révolution d'Octobre 1917, s'inspire de l'histoire de sa famille,.
Elle œuvre à nouveau comme scénariste pour le cinéma, avec l'adaptation du Hussard sur le toit de Jean Giono pour Jean-Paul Rappeneau.
En 2008, elle est présidente du jury au Festival du cinéma russe à Honfleur.

### Vie privée

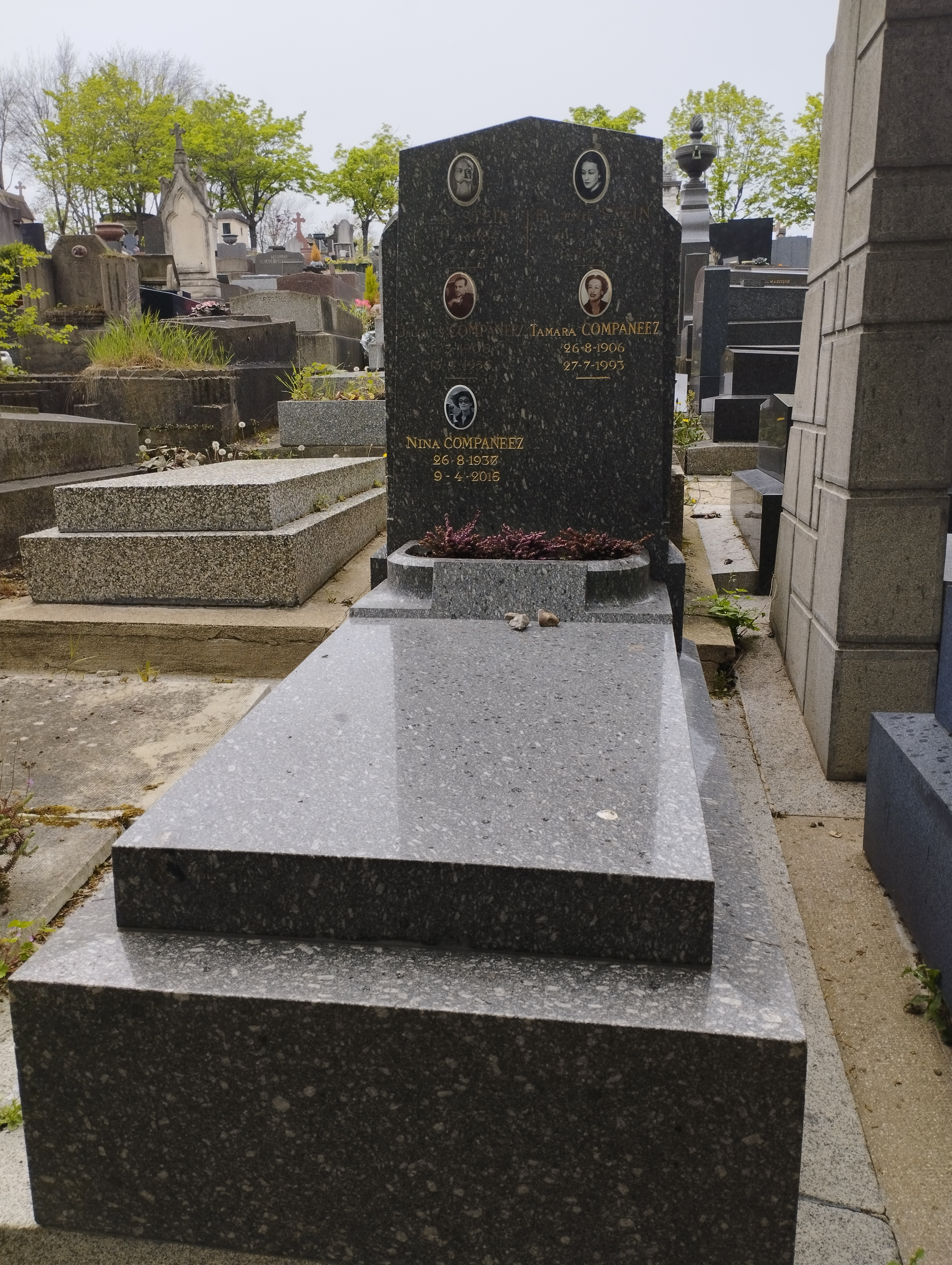
Tombe de Nina Companeez au cimetière du Père-Lachaise (division 97).

Nina Companeez est la sœur cadette de la cantatrice (contralto) Irène Companeez et la mère de l'actrice Valentine Varela.
Elle partage la vie de Francis Huster durant plusieurs années. Elle est conseillère technique sur le premier film qu'il réalise, On a volé Charlie Spencer.
Elle meurt d'un cancer le 9 avril 2015 à Paris 6e, à l'âge de 77 ans. Elle est inhumée dans le caveau familial au cimetière du Père-Lachaise (97e division).

## Filmographie

### Réalisatrice

#### Cinéma
- 1971 : Faustine et le Bel Été
- 1973 : L’Histoire très bonne et très joyeuse de Colinot Trousse-Chemise
- 1977 : Comme sur des roulettes
- 1994 : Je t'aime quand même

#### Télévision
- 1977 : Cinéma 16 - Tom et Julie
- 1978 :  Un ours pas comme les autres
- 1978 : La Nuit et le moment de Crébillon fils, mise en scène Jean-Louis Thamin, Comédie-Française
- 1978 : Cinéma 16 - La Muse et la Madone
- 1979 : Les Dames de la côte
- 1982 : Le Chef de famille
- 1983 : Deux amies d'enfance
- 1989 : La Grande Cabriole
- 1995 : L'Allée du roi
- 1998 : La Poursuite du vent
- 2001 : Un pique-nique chez Osiris
- 2002 : La Chanson du maçon
- 2007 : Voici venir l'orage...
- 2011 : À la recherche du temps perdu
- 2013 : Le Général du roi

### Monteuse
- 1959 : Des femmes disparaissent d'Édouard Molinaro (assistante monteuse)
- 1960 : Le Farceur de Philippe de Broca (assistante monteuse)
- 1961 : Ce soir ou jamais de Michel Deville
- 1962 : Adorable Menteuse de Michel Deville
- 1963 : À cause, à cause d'une femme de Michel Deville
- 1963 : L'Appartement des filles de Michel Deville
- 1964 : Lucky Jo de Michel Deville
- 1966 : Martin soldat de Michel Deville
- 1967 : Benjamin ou les Mémoires d'un puceau de Michel Deville
- 1969 : Bye bye, Barbara de Michel Deville
- 1970 : L'Ours et la Poupée de Michel Deville
- 1971 : Raphaël ou le Débauché de Michel Deville

### Scénariste
- 1961 : Ce soir ou jamais de Michel Deville
- 1962 : Adorable Menteuse de Michel Deville
- 1963 : À cause, à cause d'une femme de Michel Deville
- 1963 : L'Appartement des filles de Michel Deville
- 1964 : Lucky Jo de Michel Deville
- 1966 : On a volé la Joconde de Michel Deville
- 1966 : Martin soldat de Michel Deville
- 1967 : Tendres Requins de Michel Deville
- 1967 : Benjamin ou les Mémoires d'un puceau de Michel Deville
- 1969 : Bye bye, Barbara de Michel Deville
- 1970 : L'Ours et la Poupée de Michel Deville
- 1971 : Raphaël ou le Débauché de Michel Deville
- 1995 : Le Hussard sur le toit de Jean-Paul Rappeneau

### Actrice
- 1967 : Benjamin ou les Mémoires d'un puceau de Michel Deville : une invitée
- 1969 : Bye bye, Barbara de Michel Deville : la directrice de l'agence de call-girls
- 1970 : L'Ours et la Poupée de Michel Deville : la dame en blanc

## Théâtre
- 1984 : Le Sablier de Nina Companeez, mise en scène de l'auteur, Théâtre de l'Œuvre, Théâtre Antoine

## Opéra
- 1988 : Le Postillon de Longjumeau d'Adolphe Adam, Genève

## Distinctions

### Décorations
- Commandeure de la Légion d'honneur Par décret présidentiel du 31 décembre 2014, elle est nommée commandeure de la Légion d'honneur par le ministre de la Culture et de la Communication[14] dans la promotion du 1er janvier 2015.
- Commandeure de l'ordre national du Mérite Elle est promue commandeure par décret du 14 novembre 2011[15]. Elle était officière depuis le 21 août 2001.